# Baltisches Werk

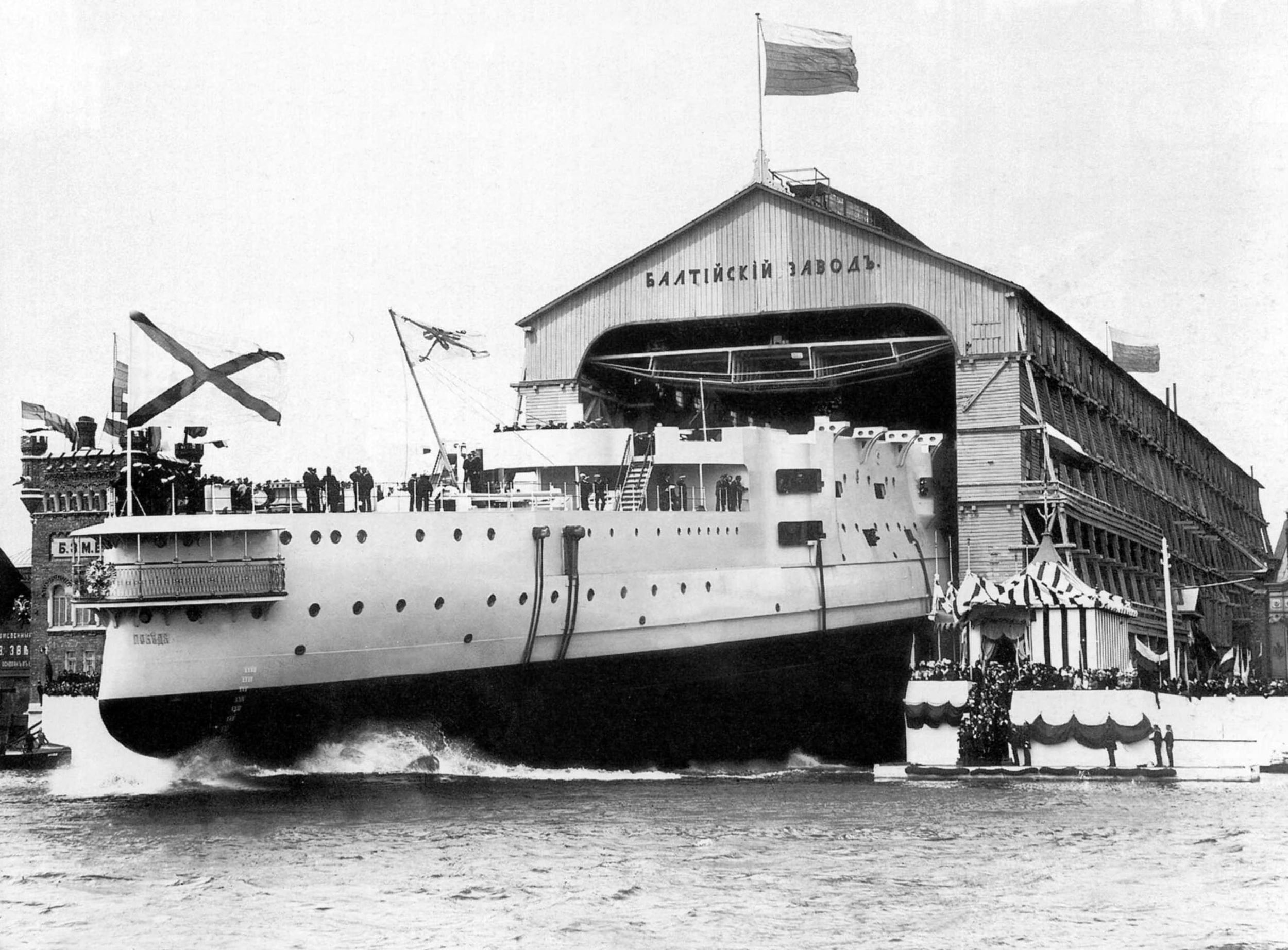
Stapellauf des Linienschiffes Pobjeda der Pereswet-Klasse in den Baltischen Werken, Mai 1900. Auf dem Schuppen steht bereits zu diesem Zeitpunkt der Name der Werft Балтийский завод.

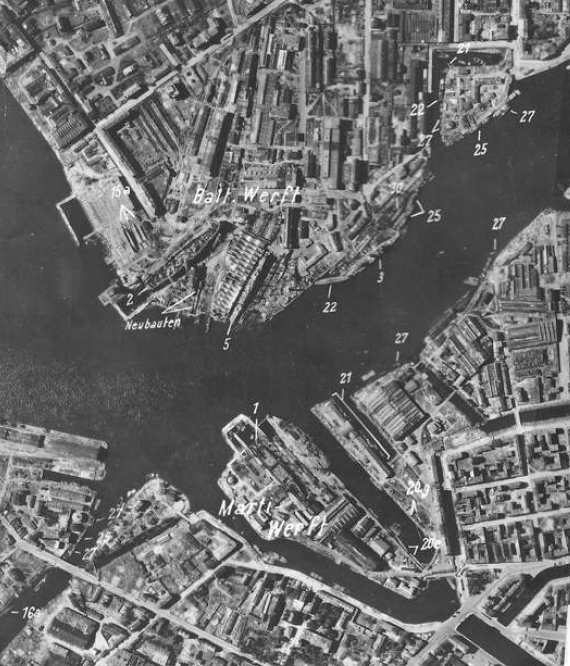
Aufnahme der deutschen Luftwaffe am 7. Juli 1941 mit dem Baltischen Werk im oberen Bereich

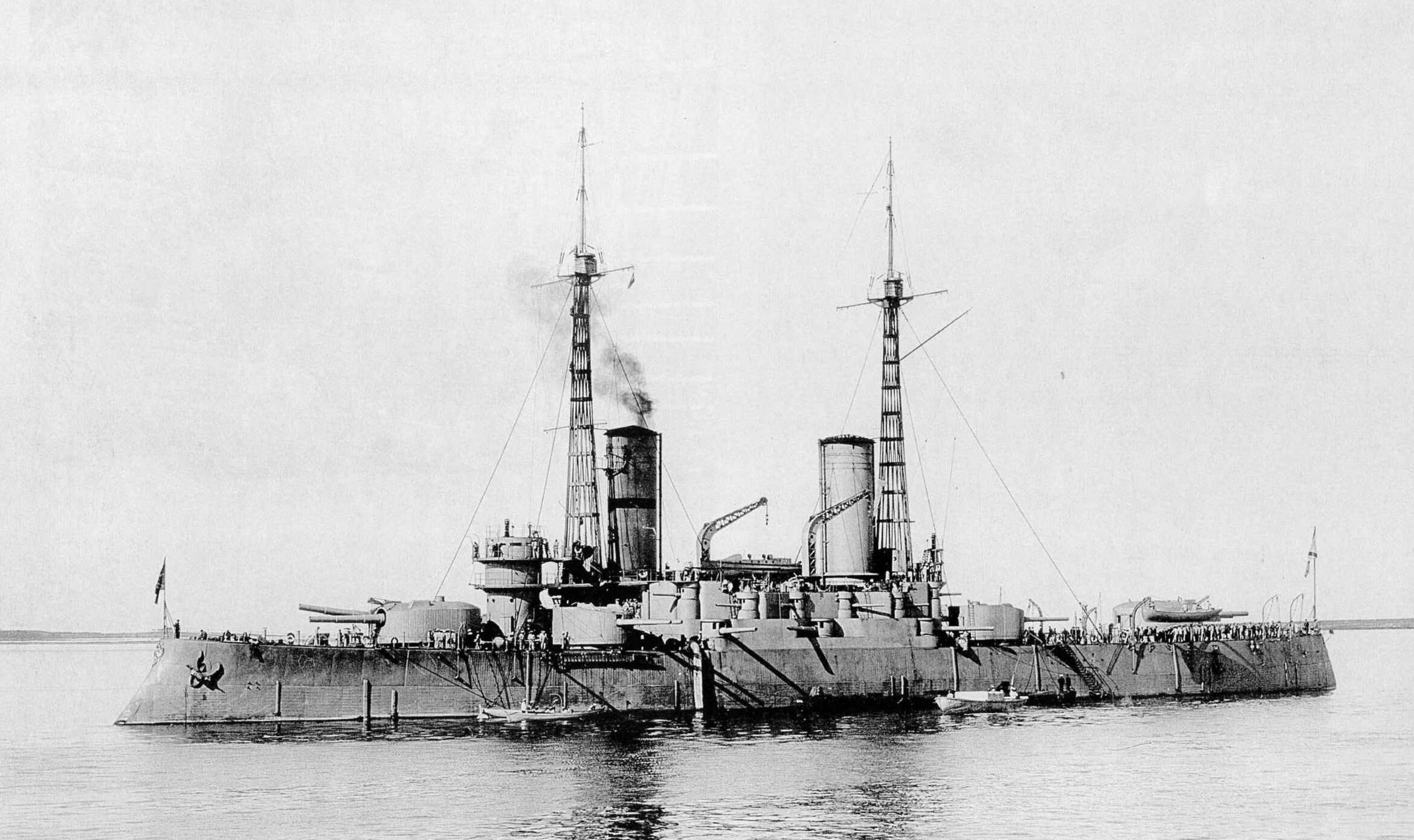
Schlachtschiff Imperator Pavel I, auf dem Baltischen Werk, 1911 in Dienst gestellt erbaut

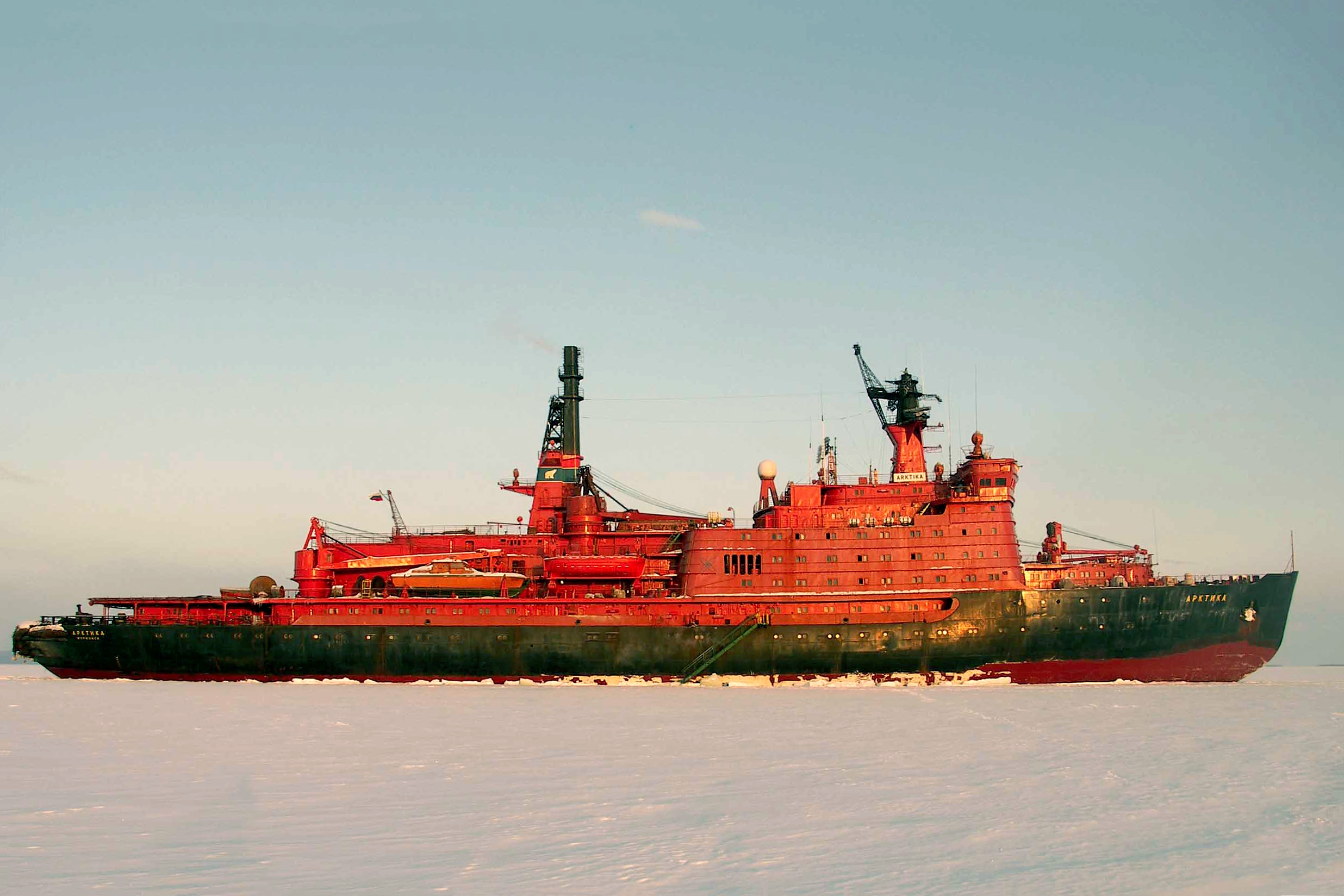
Der erste auf dem Baltischen Werk gebaute Atomeisbrecher Arktika, 1975.

Baltisches Werk (Балтийский завод, Baltiski sawod) ist der Name eines Maschinenbau- und Schiffbaubetriebes in Sankt Petersburg, Russland. Es wurde 1856 als Schiffswerft von dem 1804 in Schottland geborenen Marc MacPherson (Марк Львович Макфердсон) und dem Petersburger Kaufmann Matwej Egorowitsch Carr (Матвей Егорович Карр)  gegründet. Das seit 1923 in Baltisches Werk umbenannte Unternehmen ist Teil der United Shipbuilding Corporation und befasst sich jetzt hauptsächlich mit dem Bau von Handelsschiffen.

## 1856–1874: Carr and MacPherson
MacPherson war bis 1853 als Ingenieur auf der kaiserlichen Yacht Newka tätig. Daneben betrieb er in St. Petersburg eine mechanische Werkstatt. 1856 schlug er Carr die Gründung eines Unternehmens vor, das neben einer Gießerei und einer mechanischen Werkstatt auch eine Werft umfassen sollte. Die Werksanlagen wurden im südwestlichen Teil der Wassiljewski-Insel in St. Petersburg eingerichtet. Bis 1872 war der 1879 verstorbene MacPherson Direktor und leitender Ingenieur des Unternehmens.
Unter der Ägide von Carr and MacPherson wurde 1861 das erste gepanzerte russische Kriegsschiff, das Kanonenboot Opyt gebaut, 1866 das erste russische Unterseeboot. In der Folgezeit war die Werft am Bau mehrerer Kriegsschiffe der Kaiserlich Russischen Marine beteiligt und neben den Admiralitätswerften einer der Träger der russischen Flottenrüstung. So baute Carr and MacPherson beispielsweise zwei Kanonenboote der Uragan-Klasse und die Panzerfregatte Admiral Lasarew. Neben Schiffen wurden auch Dampfmaschinen und Ausrüstungsteile für die russische Flotte geliefert.
1874 geriet das Unternehmen in wirtschaftliche Schwierigkeiten und wurde an den russischen Prinzen Ochtomski verkauft.

## Ab 1923 Baltisches Werk
Nach der Großen Sozialistischen Oktoberrevolution wurde die Werft enteignet und zunächst als Werk Nr. 189 bezeichnet. Am 7. November 1922 wurde die Werft nach dem französischen Kommunisten André Marty umbenannt. Nach der Oktoberrevolution gab es ernsthafte Probleme wegen niedriger Kapazitätsauslastung, dennoch beschlossen die zu diesem Zeitpunkt registrierten 245 Mitarbeiter am 5. Juni 1923 die Erhaltung der Anlage, die nunmehr den Namen Baltisches Werk trug. 
Eines der Produkte des Betriebes aus dieser Zeit war beispielsweise die dieselelektrische Lokomotive SŽD-Baureihe Щэл1 von 1924.
1936 wurde die Werft nach Grigori Ordschonikidse umbenannt. Unter anderem baute sie in den 1920er bis 1940er Jahren U-Boote, seit 1936 zwei Kreuzer der Kirow-Klasse und seit 1949 Kreuzer der Swerdlow-Klasse. Von 1975 bis 2007 wurden unter anderem neun Atomeisbrecher auf der Werft gebaut.